# Eubiantes
Eubiantes is een geslacht van hooiwagens uit de familie Biantidae.
De wetenschappelijke naam Eubiantes is voor het eerst geldig gepubliceerd door Roewer in 1915. 

## Soorten
Eubiantes is monotypisch en omvat slechts de volgende soort:
- Eubiantes africanus